# Algo más (álbum de Camilo Sesto)
Algo más, también conocido como «Camilo Sesto» en España y Estados Unidos en sus ediciones en LP y casete, es el tercer álbum de estudio del cantautor español Camilo Sesto. Fue realizado y producido por él mismo, y publicado por Ariola Records el 20 de noviembre de 1973. Es una de sus producciones más vendidas[cita requerida], que incluyen los temas: "Algo más" (tema con el que consigue el 5° puesto en el II Festival OTI de la Canción), "Sin remedio", "Todo por nada" y "Volver, volver".

## Clasificación
| País   | clasificación |
| ------ | ------------- |
| España | 1             |

## Listado de canciones
Todas las canciones compuestas por Camilo Blanes, excepto donde se indica:
1. Algo mas 1997  (3:20)
2. Hombre y mujer (3:04)
3. Hablemos de algo (3:22)
4. En Valencia (3:20)
5. Volver, volver (3:29)
(Fernando Z. Maldonado)
6. Day After Day (Aleluya) (3:05)
(Camilo Blanes, Juan Pardo) (*)
7. Todo por nada 1997 (3:21)
8. Vagabundo (4:06)
9. ¿Quién? (4:50)
10. Si se calla el cantor (5:10)
 (Horacio Guarany) (**)
11. Sin remedio (4:21)

En algunos países de Sudamérica, las ediciones en LP y cinta de 1973 aparecen en su lugar:
(*) Sálvate (2:28)
(**) Yo también te quiero (4:28)

## Personal
- Brian Bennett - Arreglos en pista 2.
- Johnny Arthey - Arreglos en pistas 5, 6, 7, 10 y 11.
- Juan Carlos Calderón - Arreglos en pista 1.
- Kenny Woodman - Arreglos en pistas 3 y 8.
- Zack Laurence - Arreglos en pistas 4 y 9.
- Camilo Sesto - Producción y realización.